# Tyflologia
Tyflologia (z gr. typhlos - niewidomy) – nauka zajmująca się problemami utraty wzroku.

Tyflologia nie jest wyodrębnioną dyscypliną naukową. Stanowi raczej zbiór wiadomości z wielu dziedzin jak psychologia, medycyna, pedagogika, logopedia, socjologia, technika, które mogą być przydatne niewidomym lub osobom mającym do czynienia z niewidomymi w procesie ich wychowania, edukacji, terapii i rehabilitacji.